# Hamburg-Finkenwerder
Finkenwerder (Schreibweise des nördlichen, hamburgischen Teils bis 1937 Finkenwärder, plattdeutsch Finkwarder oder Finkenwarder – wörtlich „Finkeninsel“) ist eine ehemalige Elbinsel und heute ein Stadtteil im Bezirk Hamburg-Mitte der Freien und Hansestadt Hamburg.

## Geografie

### Lage

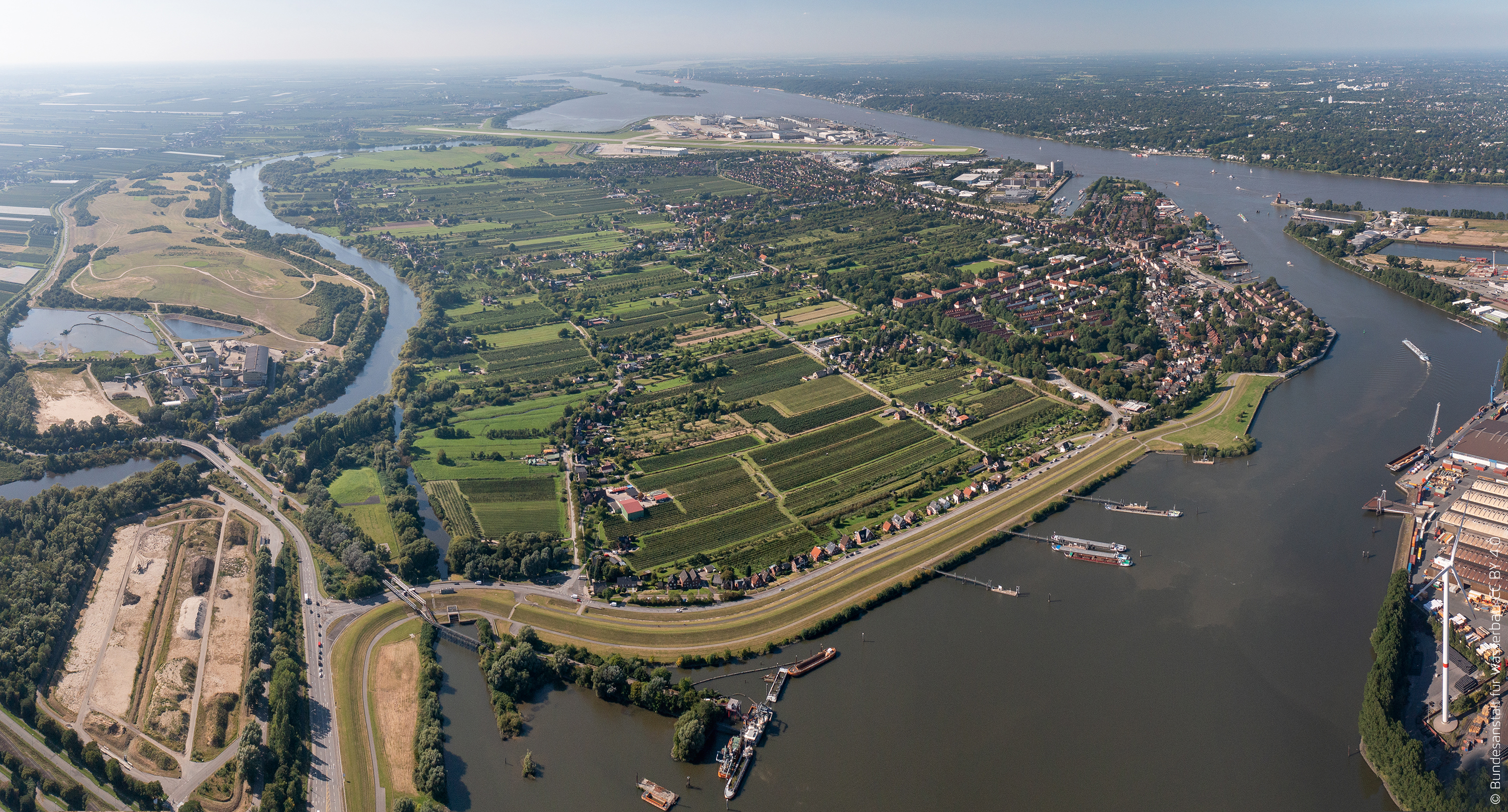
Blick von Südosten auf Finkenwerder: Im Vordergrund der Finkenwerder Vorhafen und das Köhlfleet, im Bild rechts oben die Unterelbe, links die Alte Süderelbe und im Hintergrund das Airbus-Werksgelände und das Mühlenberger Loch.

Finkenwerder liegt am Südufer der Unterelbe und wird im Süden durch die Alte Süderelbe sowie im Osten durch das Köhlfleet begrenzt. Die Gemeinden südwestlich, jenseits des Mühlenberger Lochs, gehören zum Alten Land.
Einen beträchtlichen Teil der Halbinsel nehmen landwirtschaftlich genutzte Flächen sowie das Werksgelände von Airbus mit dem Flugplatz Hamburg-Finkenwerder ein, hier ist auch der Unternehmenssitz von Airbus Operations GmbH.

### Benachbarte Stadtteile und Gemeinden
An Finkenwerder grenzt im Osten der ebenfalls zum Bezirk Hamburg-Mitte gehörende Stadtteil Waltershof, der von Finkenwerder geografisch durch das Köhlfleet und den Dradenauhafen getrennt ist. Südlich an Finkenwerder grenzen vier Stadtteile im Bezirk Harburg: Altenwerder hinter der Aue, Francop und Neuenfelde jenseits der Alten Süderelbe und Cranz am westlichen Ende des Mühlenberger Lochs. Dort hat Finkenwerder innerhalb der Elbe eine westliche Grenze mit der niedersächsischen Gemeinde Jork im Landkreis Stade. Nördlich an Finkenwerder grenzen die jenseits der Elbe im Bezirk Altona liegenden Stadtteile Blankenese, Nienstedten und Othmarschen.

### Stadtgliederung
Bis 1937 war die Insel am Landscheideweg in einen nördlichen hamburgischen und einen südlichen preußischen Teil gegliedert.
Zur Unterscheidung wurde der Hamburger Teil – wie alle Hamburger Elbinseln – mit a-Umlaut geschrieben, also Finkenwärder, der südliche Teil behielt seinen Namen, der ab 1937 für die ganze Insel gültig wurde.

## Geschichte

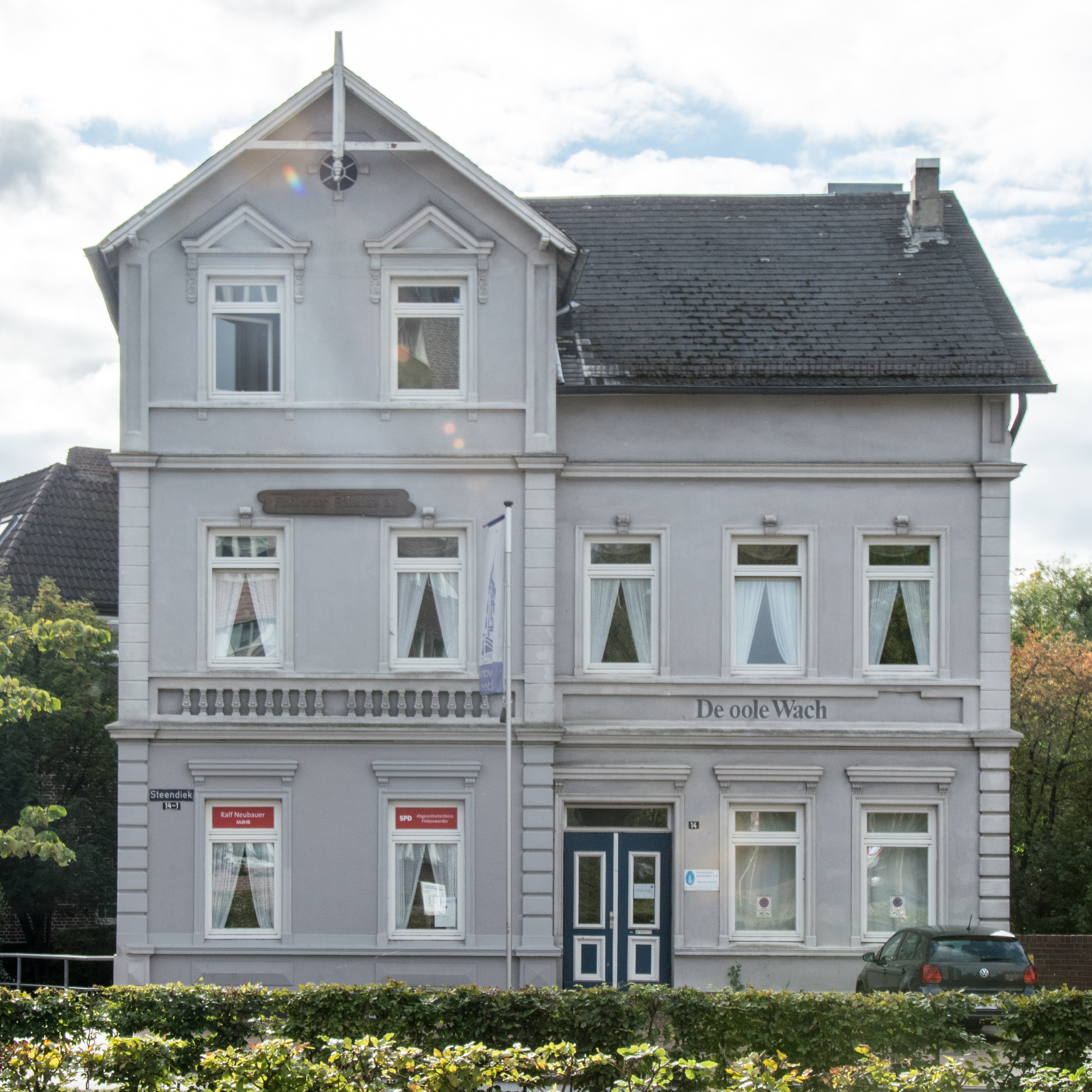
Ehemalige Polizeiwache

Die Elbinsel Finkenwerder (siehe auch: Werder) entstand durch das Auseinanderbrechen der Insel Gorieswerder in mehreren Sturmfluten zwischen 1192 und 1236 sowie in der Allerkindleinsflut im Jahre 1248. Sie war die westlichste der durch die Wassereinbrüche neu gebildeten Inseln und wurde 1236 erstmals urkundlich als Vinkenwerder erwähnt. Der Name geht auf die Vogelart der Finken zurück, die hier in großen Mengen gefangen wurden, was bereits im Jahr 1594 zu einer Schutzverordnung, der Finkenfängerordnung, erlassen durch den Rat der Stadt Hamburg, führte. Nach dieser durften in der Zeit zwischen dem 26. März und dem 26. Juni keine Vogelfangnetze aufgestellt werden. Nach der schweren Sturmflut vom Februar 1962 wurden sowohl im Westen nach Neuenfelde als auch im Osten zur Dradenau durch den Deichbau Landverbindungen geschaffen, so dass der Stadtteil heute faktisch keine Insel mehr ist.
Finkenwerder war bis 1937 entlang des Finkenwerder Landscheidewegs geteilt. Der nördliche Teil war seit 1445 hamburgisch und hatte seit 1919 den Status eines Vorortes. Der südliche Teil gehörte bis 1814 zum Herzogtum Braunschweig-Lüneburg, bis 1866 zum Königreich Hannover und danach zu Preußen. Diese Teilung Finkenwerders wirkte sich besonders während der Cholera-Epidemie in Hamburg Ende des 19. Jahrhunderts aus, als es den Bewohnern der Hamburger Seite bei Todesstrafe verboten war, in den Südteil der Insel zu reisen. Trotzdem kamen viele aus dem Nordteil, um am evangelischen Gottesdienst in der Kirche teilzunehmen, die direkt hinter der Landscheide auf der Lüneburger Seite liegt.

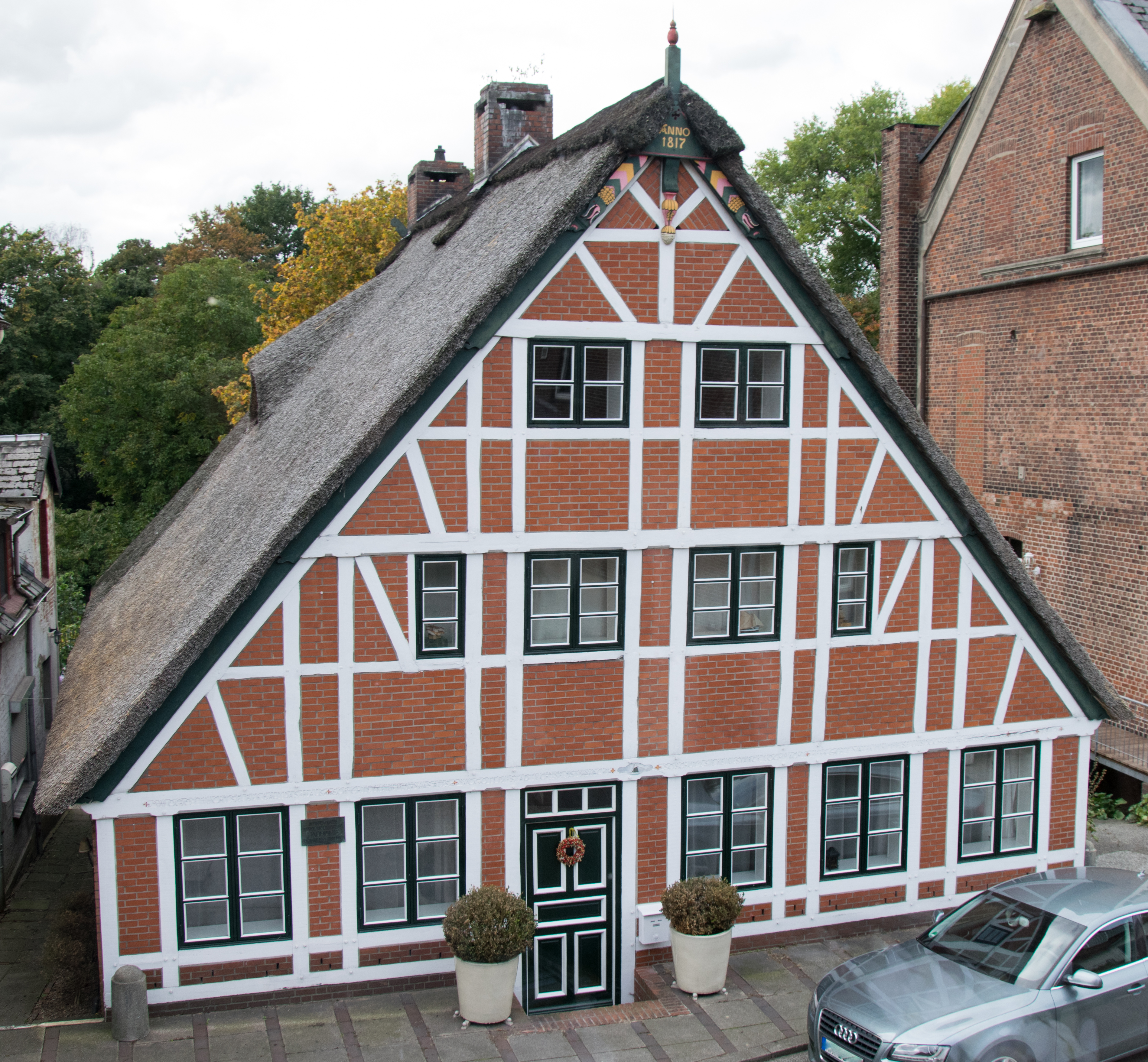
Fachwerkhaus von 1817 am Auedeich

Bereits im 13./14. Jahrhundert begann man mit der Eindeichung, die jedoch erst Anfang des 17. Jahrhunderts abgeschlossen wurde. 1801 erließ der Hamburger Ratsherr für das Landgebiet Wilhelm Amsinck die Verfügungen für das Finkenwerder Deichwesen, die zu einer erheblichen Verbesserung der Sicherheit von Sturmfluten im Hamburger Teil führten (der Südteil war ohnehin kaum von Sturmfluten betroffen). In der Folge stieg die Bevölkerung beider Ortsteile stark an und die Deichkrone zwischen Steendiek und Auedeich wurde mit den zum Teil heute noch dort vorhandenen Häusern bebaut. Während im Nordosten vorwiegend Fischer ansässig waren, wurde der übrige Teil der Insel von Obstbauern bewirtschaftet.
In den 1920er-Jahren wurde unter Oberbaudirektor Fritz Schumacher der Bebauungsplan für das Gebiet zwischen der 1918 entstandenen Deutschen Werft und der alten Auesiedlung aufgestellt. Dort befinden sich überwiegend Backsteinbauten im für das damalige Hamburg typischen Backsteinstil. Sie bilden den heutigen Ortskern mit Einkaufsmöglichkeiten.
Von 1941 bis 1944 wurde auf dem Gelände der Deutschen Werft der U-Boot-Bunker Fink II errichtet. Hier wurden U-Boote gebaut und repariert. Heute befindet sich dort das Denkmal Bunkerruine.
Im Oktober 1944 wurden mehr als 600 Häftlinge aus der Sowjetunion, aus Polen, Belgien, Frankreich und Dänemark in einem Außenlager des KZ Neuengamme auf dem Werftgelände untergebracht. Sie mussten im Schiffbau als Schweißer, Schlosser und Elektriker arbeiten sowie Aufräumungsarbeiten auf dem Gelände verrichten.
Die Alte Süderelbe wurde im Sommer 1962 westlich von Finkenwerder abgedeicht.

## Religionen

### Christentum
- Die evangelisch-lutherische St. Nikolai-Kirche am Landscheideweg: Für den lüneburgischen Südteil der Insel Finkenwerder wird erstmals im Jahre 1436 das Vorhandensein eines Kirchengebäudes bezeugt. Erster namentlich erwähnter Pfarrer ist im Jahre 1439 Otto Tyndal (Tinsdahl). Um 1542 wird die Reformation auf Finkenwerder eingeführt. Im Jahre 1617 wurde die zweite Kirche eingeweiht und vier Jahre später, im Jahre 1621, kam es zur kirchlichen Vereinigung der Bevölkerungen des lüneburgischen Südteils und des hamburgischen Nordteils der Insel. Bis dahin waren die Bewohner des hamburgischen Nordteiles in die Kirche in Nienstedten, am Nordufer der Elbe, eingemeindet. Die Norderelbe, auf der heute große Containerschiffe den Hamburger Hafen anlaufen, war im 17. Jahrhundert noch ein wenig schiffbarer Flussarm, der in trockenen Sommern beinahe trockenfiel und auf Holzstegen überquert werden konnte. Aufgrund schwerer Baumängel wurde 1756 die dritte und 1881 die vierte Kirche eingeweiht.
- Katholische Kirche St. Petrus, Norderkirchenweg
- Kloster der Karmelitinnen: „Karmelzelle von der Menschwerdung“, von November 1999 bis Juni 2022[2]
- Neuapostolische Kirche, Norderkirchenweg 57

### Islam
- 1982 gründete sich der lokale Moschee-Verein DITIB-Finkenwerder,[3] seit 1988 existiert die Osman-Bey-Moschee in der Müggenburg 20.

## Politik
Der Versuch des Senates, Finkenwerder verwaltungsrechtlich dem Bezirk Harburg zuzuschlagen, scheiterte 2005 an einer Bürgerinitiative, deren Aktivisten beim Bezirk Hamburg-Mitte verbleiben wollten.
Finkenwerder gehört zum Bürgerschaftswahlkreis 2 Billstedt – Wilhelmsburg – Finkenwerder.
Die Bürgerschaftswahlen 2025, 2020, 2015, 2011, 2008, 2004, 2001, 1997 und 1993, 1991, 1987, 1986, Dezember 1982, Juni 1982 und 1978 brachten folgende Ergebnisse (inkl. Waltershof):
| Bürgerschaftswahl | SPD    | CDU    | Grüne 1) | AfD    | Linke 2) | FDP    | Übrige    |
| ----------------- | ------ | ------ | -------- | ------ | -------- | ------ | --------- |
| 2025              | 44,1 % | 15,8 % | 12,5 %   | 09,8 % | 08,7 %   | 01,3 % | 07,2 %    |
| 2020              | 49,4 % | 07,7 % | 18,2 %   | 07,3 % | 08,7 %   | 03,0 % | 05,7 %    |
| 2015              | 58,0 % | 12,3 % | 08,9 %   | 06,0 % | 06,8 %   | 04,1 % | 03,9 %    |
| 2011              | 55,2 % | 20,6 % | 07,0 %   | –      | 06,1 %   | 04,4 % | 06,6 %    |
| 2008              | 35,7 % | 44,7 % | 06,3 %   | –      | 07,2 %   | 03,4 % | 02,7 %    |
| 2004              | 35,6 % | 44,7 % | 09,0 %   | –      | –        | 02,2 % | 08,5 %    |
| 2001              | 42,4 % | 22,7 % | 05,3 %   | –      | 00,2 %   | 03,6 % | 25,8 % 3) |
| 1997              | 43,6 % | 28,1 % | 09,9 %   | –      | 00,5 %   | 02,3 % | 15,6 % 4) |
| 1993              | 47,0 % | 22,0 % | 10,8 %   | –      | –        | 03,6 % | 16,6 % 5) |
| 1991              | 55,6 % | 30,7 % | 06,0 %   | –      | –        | 03,1 % | 04,6 %    |
| 1987              | 52,6 % | 35,6 % | 06,1 %   | –      | –        | 04,7 % | 01,0 %    |
| 1986              | 50,4 % | 36,5 % | 08,9 %   | –      | –        | 03,1 % | 01,1 %    |
| Dez. 1982         | 59,0 % | 33,0 % | 05,6 %   | –      | –        | 01,8 % | 00,6 %    |
| Jun. 1982         | 51,7 % | 36,8 % | 07,3 %   | –      | –        | 03,4 % | 01,4 %    |
| 1978              | 61,1 % | 30,9 % | 02,6 %   | –      | –        | 03,1 % | 02,3 %    |

Bei den Wahlen zur Bezirksversammlung gehört der Stadtteil zum Wahlkreis Wilhelmsburg-West, Steinwerder, Waltershof, Finkenwerder, Neuwerk. Bei Bundestagswahlen zählt Finkenwerder zum Bundestagswahlkreis Hamburg-Mitte.

## Wirtschaft und Infrastruktur

### Verkehr

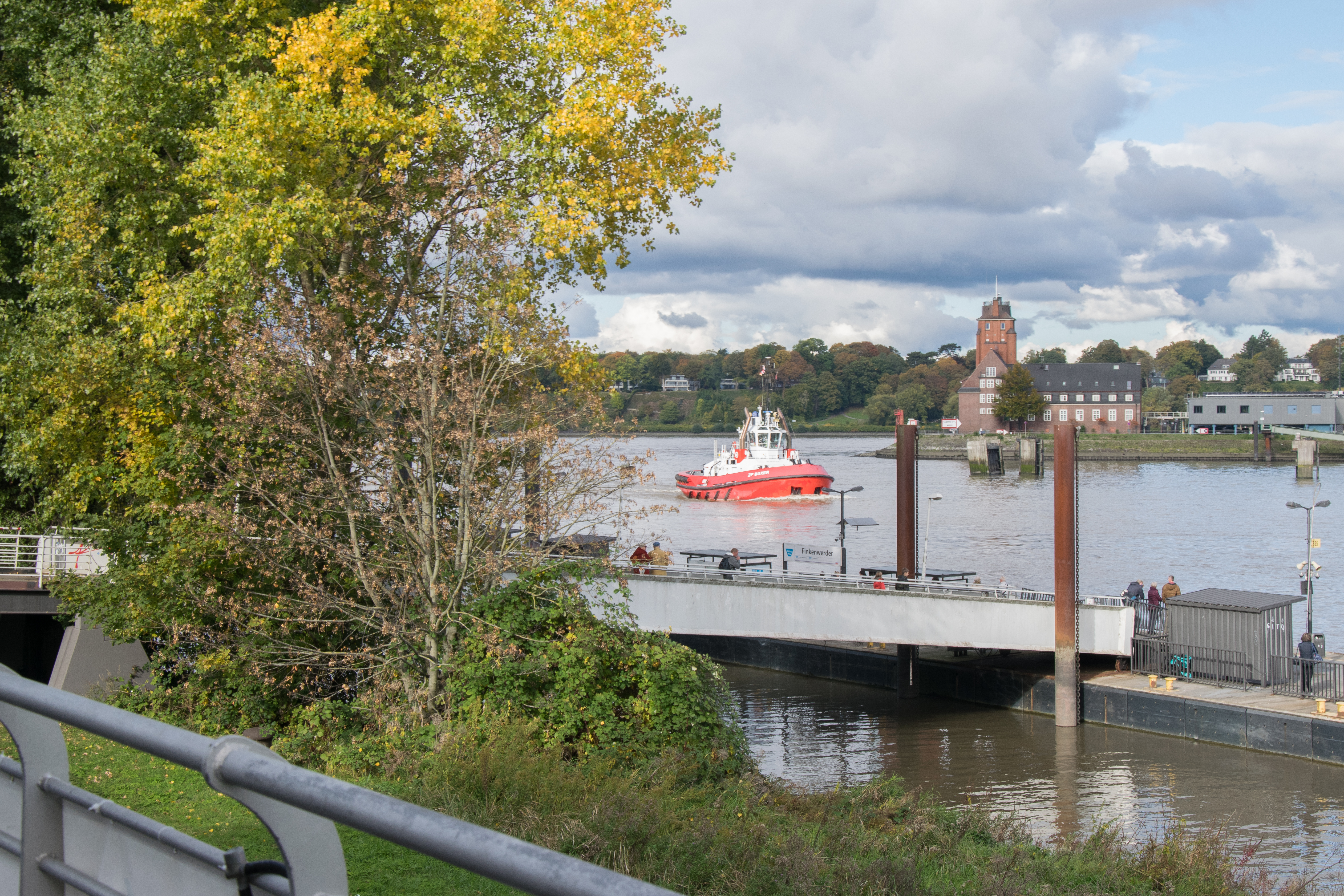
Lotsenhaus Seemannshöft, von Finkenwerder aus gesehen

Linie 62 HVV-Hafenfähre nach Finkenwerder

Im öffentlichen Personennahverkehr (ÖPNV) ist der Stadtteil durch Schiffslinien der HADAG (Linien 62 und 66 zu den St. Pauli Landungsbrücken, Linie 64 nach Teufelsbrück, und Linie 65 nach Blankenese) und durch Buslinien der HHA (150 durch den neuen Elbtunnel zum Bahnhof Altona und nach Cranz, 251 nach Neugraben und 146 zum Bahnhof Harburg)  in das Netz des Hamburger Verkehrsverbundes eingebunden. Zu den Schichtwechselzeiten der Airbus-Werke verkehren etliche Busse in nahezu alle Richtungen südlich der Elbe, ebenso gibt es die Schiffslinie 68 der HADAG von den Airbus-Werken nach Teufelsbrück (nur Werksverkehr).

### Schiffbau
1918 wurde mit der Deutschen Werft AG der damals größte Arbeitgeber der Insel gegründet. Sie war ursprünglich ein Gemeinschaftsunternehmen der Reederei HAPAG mit der Gutehoffnungshütte und der AEG. Nach einer Idee des Architekten Peter Behrens wurde durch werkseigene Architekten die Arbeiter- und Werkmeistersiedlung gebaut. Das auf Finkenwerder geplante Projekt erläutert ein Aufsichtsratsprotokoll vom 3. Juli 1919:
Zur Behebung der Wohnungsnot auf Finkenwerder wird vorgeschlagen, auf dem baureifen Gelände am Norder-Elbdeich unter Aufgabe eines etwa 60 m breiten Streifens Werft-Gelände und unter Hinzuziehung eines Streifens Staatsgrund von 30 m Breite, Reihenhäuser in der von Peter Behrens vorgeschlagenen Bauweise zu errichten, und zwar soll möglichst noch in diesem Jahr mit dem Bau von 84 Wohnhäusern bestehend aus je einer Wohnküche und 2 – 3 Wohnräumen, Keller, Zubehör und Stall, begonnen werden. Jedes Haus erhält etwa 230 m² Gartenland. Der Baupreis der Häuser wird je nach Größe mit M. 18.000 – 22.000 veranschlagt, von dem werftseitig etwa M. 6.000 aufzubringen sein werden; der Rest soll als Überteuerung vom Reiche und dem Staat Hamburg angefordert werden. Die werftseitig aufzubringenden rd. 500.000 M. wurden bewilligt unter der Voraussetzung, daß es gelingt, den Staatszuschuß für die Bauten zu erlangen.
Von 1941 bis 1944 wurde auf dem Werftgelände der U-Boot-Bunker Fink II für Bau und Reparatur von U-Booten errichtet. Heute befindet sich dort das Denkmal Bunkerruine.
Nachdem die Deutsche Werft 1973 geschlossen wurde, gibt es mit der Schiffswerft von Cölln, die bereits 1767 gegründet worden ist, der Bootswerft Heuer und der auf dem Gelände der ehemaligen Eckmann's Werft betriebenen Behrens Werft noch drei kleinere Betriebe und eine größere Werft „August Pahl“.
Die größte von den kleineren Werften in Finkenwerder, die Schiffswerft „August Pahl“, gelegen am Köhlfleet-Hauptdeich 7, direkt neben der Werft „Behrens“, existierte etwa bis in die 1980er Jahre. „August Pahl“ stellte für die eigenen Mitarbeiter und deren Familien zahlreiche Wohnungen in Wohnblocks am Norderkirchenweg zur Verfügung. Ehemals beschäftigte die Werft „August Pahl“ mehr als 150 Werftarbeiter. Darunter Schlosser, Schweißer, Maschinenschlosser, Tischler, Elektriker. „August Pahl“ bildete bis in die siebziger Jahre auch Lehrlinge (Facharbeiter) in den Berufen aus.

### Flugzeugbau

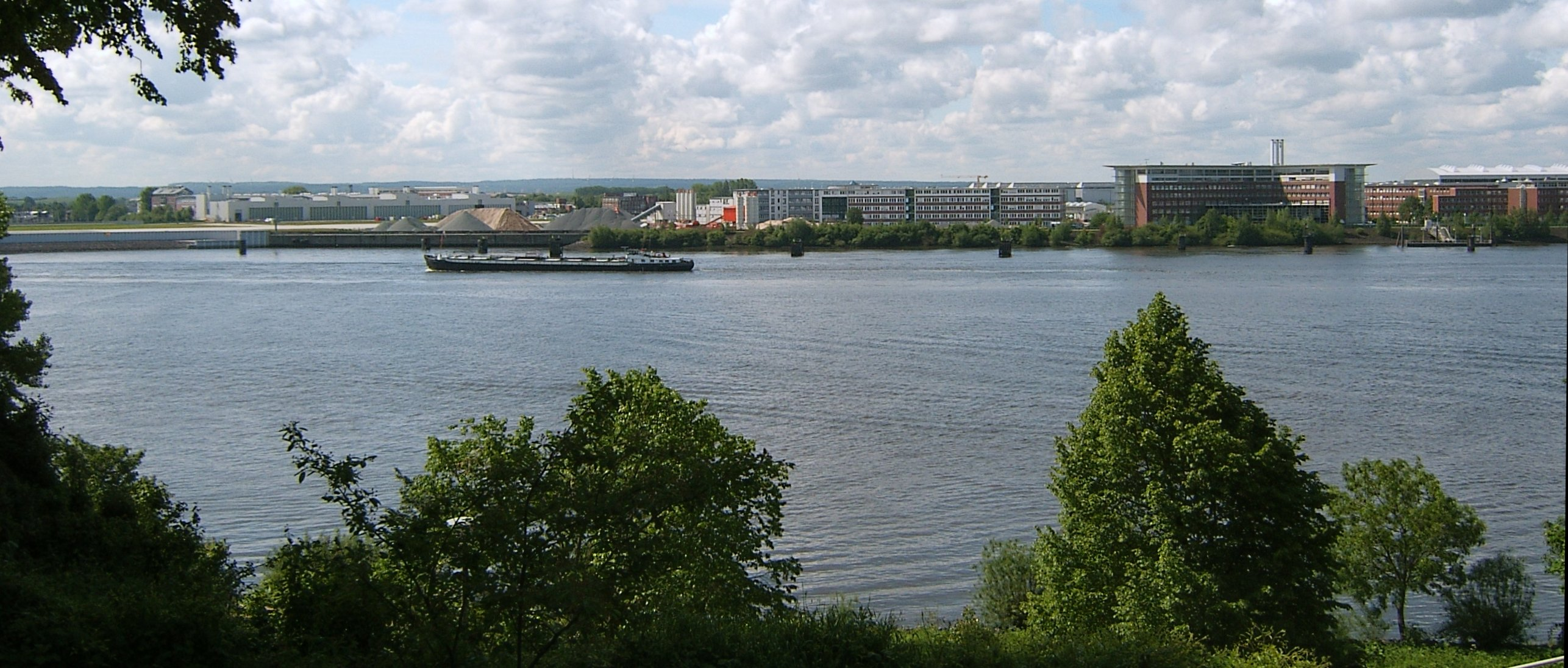
Werksgelände (Ostteil)

Mit der Hamburger Flugzeugbau GmbH wurde 1933 erstmals ein Luftfahrtunternehmen in Finkenwerder angesiedelt. Das Tochterunternehmen von Blohm & Voss wurde Ende der 1930er Jahre mit einem Flugplatz ausgestattet. Es entwickelte sich über Messerschmitt-Bölkow-Blohm und DASA zur heutigen Airbus Group weiter, deren Tochtergesellschaft Airbus derzeit die Struktur- und Endmontage für die Passagierflugzeuge A319, A320 und A321 sowie die Teilmontage der A330 und A350 in Finkenwerder durchführt.

### Fischerei
Der Kutterhafen von Finkenwerder hat für die Entwicklung des Ortes eine wichtige Rolle gespielt. Fischerei war vor der Industrialisierung die Haupteinnahmequelle der Bewohner im alten Fischerdorf. Bis in die 1880er Jahre war der zweimastige Seefischer-Ewer das typische Fahrzeug. Verlustreich war die Winterfischerei. Viele Schiffe gingen verloren, oft mit den gesamten Besatzungen. Die Fischkutter und Fischdampfer mit dem Erkennungszeichen HF waren in allen Häfen der Nordsee und des Europäischen Nordmeeres häufige Gäste. Die Finkenwerder Scholle (auch „Finkenwerder Speckscholle“ oder „Finkenwerder Kutterscholle“) ist ein weit bekanntes Fischgericht.

## Kultur und Sehenswürdigkeiten

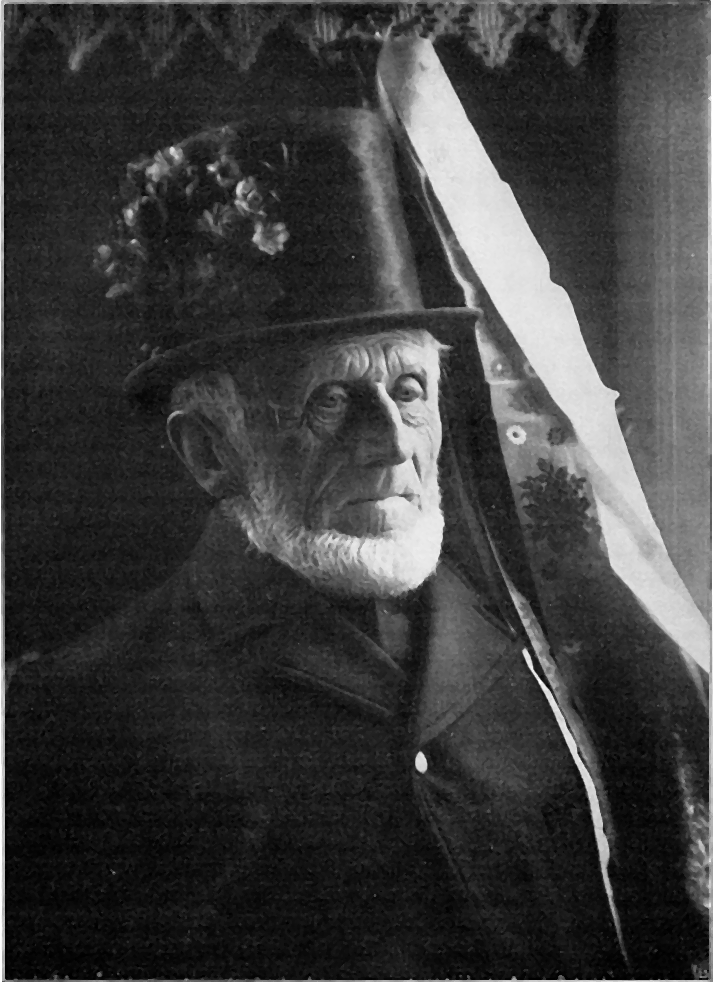
Kösbitter von Finkenwärder (1908)

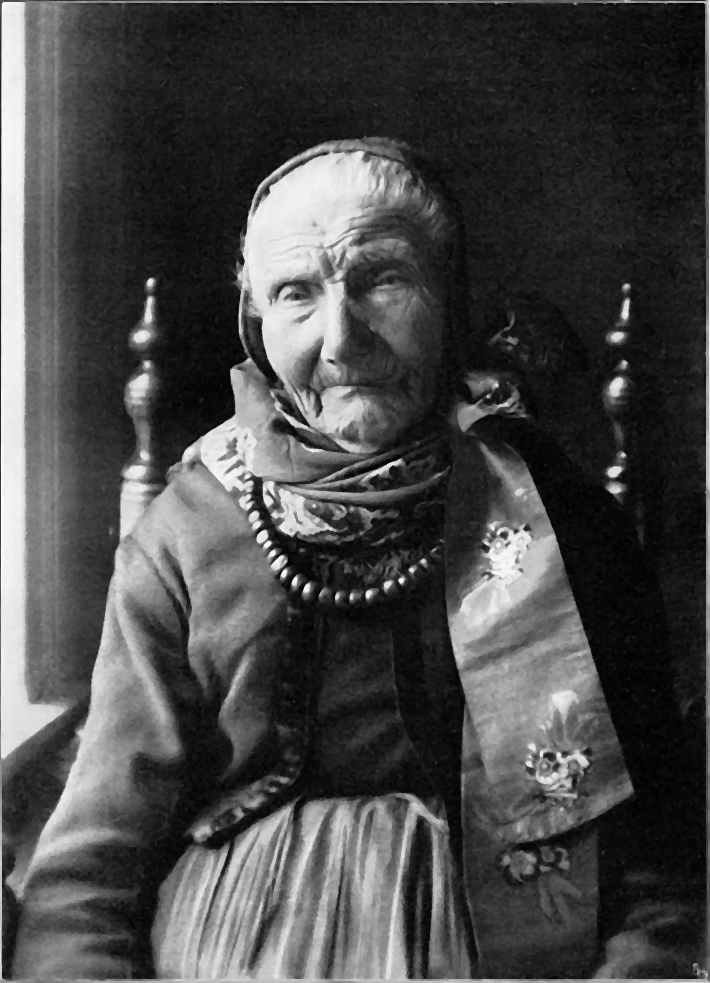
Mutter Trin Gretj, die letzte in Finkenwärder Tracht (1908)

Seit dem Jahr 2000 wird der Kunstpreis Finkenwerder an zeitgenössische Künstler verliehen.

### Museen
Das Finkenwerder Trachten- und Heimatmuseum (am Brack 30) wird von der Familie J. u. H.Vick unterhalten. Die Heimatvereinigung Finkenwerder hat das Geburtshaus von Johann Wilhelm Kinau (Gorch Fock), Jakob und Rudolf Kinau testamentarisch von der jüngsten Schwester der Dichterbrüder erhalten und macht es als Gorch-Fock-Haus der Öffentlichkeit zugänglich (Kinau-Haus mit Heimatmuseum am Neßdeich 6). Die drei Räume in Deichhöhe zeigen die elterliche Einrichtung, so die Wohnstube aus der Zeit ab 1880 und in der Küche sowie in der Schlafkammer Möbel im Stil der Zeit ab 1900. Am Köhlfleet-Hauptdeich hat das Finkenwärder-Gaffel-Consortium einen Museumshafen eingerichtet, in dem u. a. der Hochseekutter Landrath Küster liegt.

### Musik

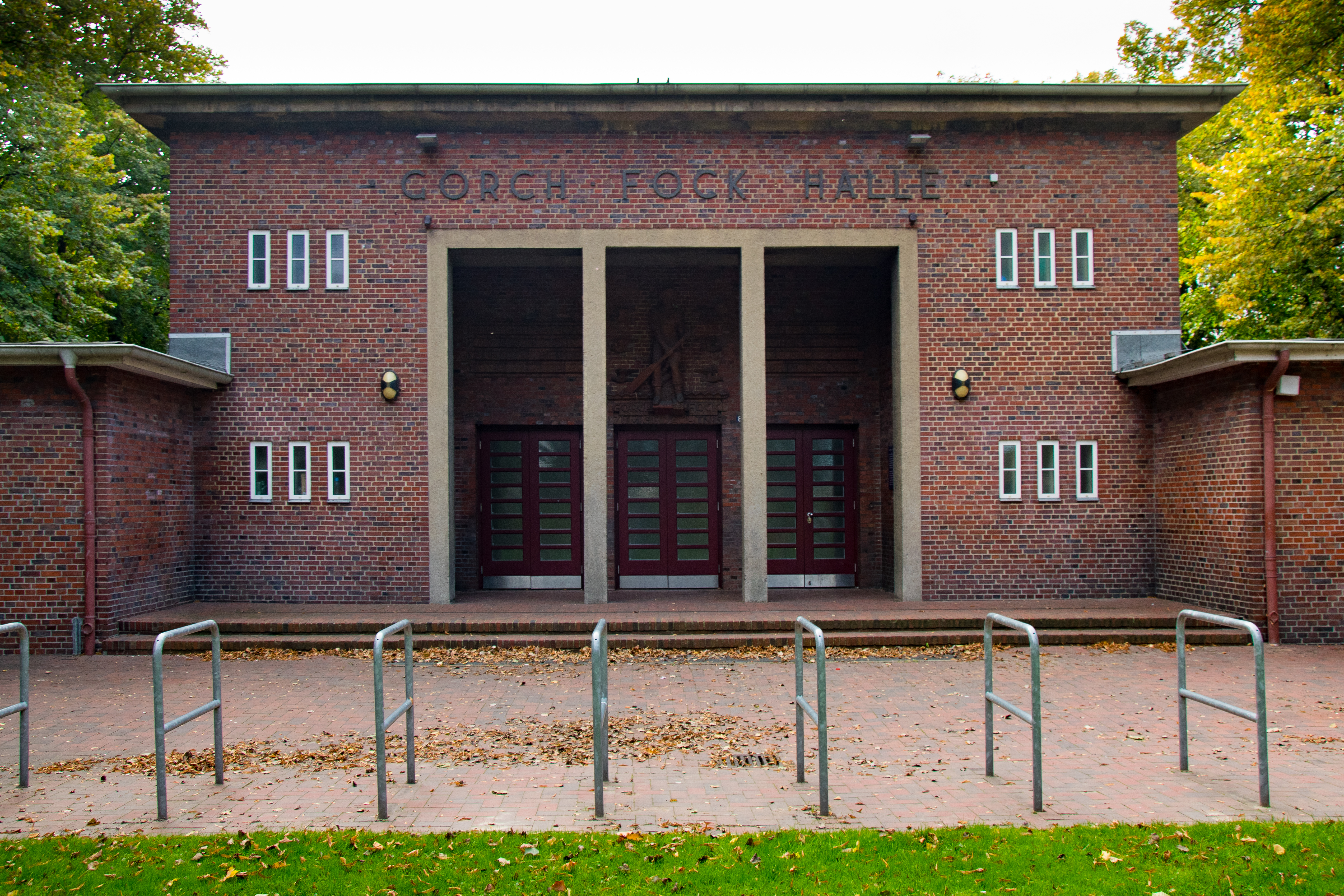
Gorch-Fock-Halle von Fritz Schumacher

Die Finkwarder Speeldeel, eine 1906 gegründete Tanz- und Gesangsgruppe, ist durch viele Auftritte im Fernsehen und Hörfunk auch international bekannt geworden. Seit 1976 gibt es mit der Lütt Speeldeel auch eine Kindergruppe, die mit dem Hamburger Liedermacher Rolf Zuckowski zusammenarbeitet.
Der Finkwarder Danzkring Lünborger Siet ist – wie der Name andeutet – im südlichen Inselteil beheimatet und betreibt seit 1976 Volks- und Folkloretanz. Wesentlich älter sind die beiden Chöre, die Liedertafel „Harmonie“ von 1865 und der Frauenchor „Frohsinn“ von 1950.

### Bauwerke
Die 1929/30 nach Plänen von Fritz Schumacher errichtete Gorch-Fock-Halle wird heute vom TuS Finkenwerder genutzt. Sie sollte ursprünglich als Volkshaus auch die örtliche Öffentliche Bücherhalle beherbergen und kulturellen Veranstaltungen dienen.
Ebenfalls 1926/27 nach Plänen von Fritz Schumacher erbaut steht auf dem Alten Friedhof Finkenwerder eine kleine Kapelle, heute Domizil der Finkenwerder Geschichtswerkstatt.

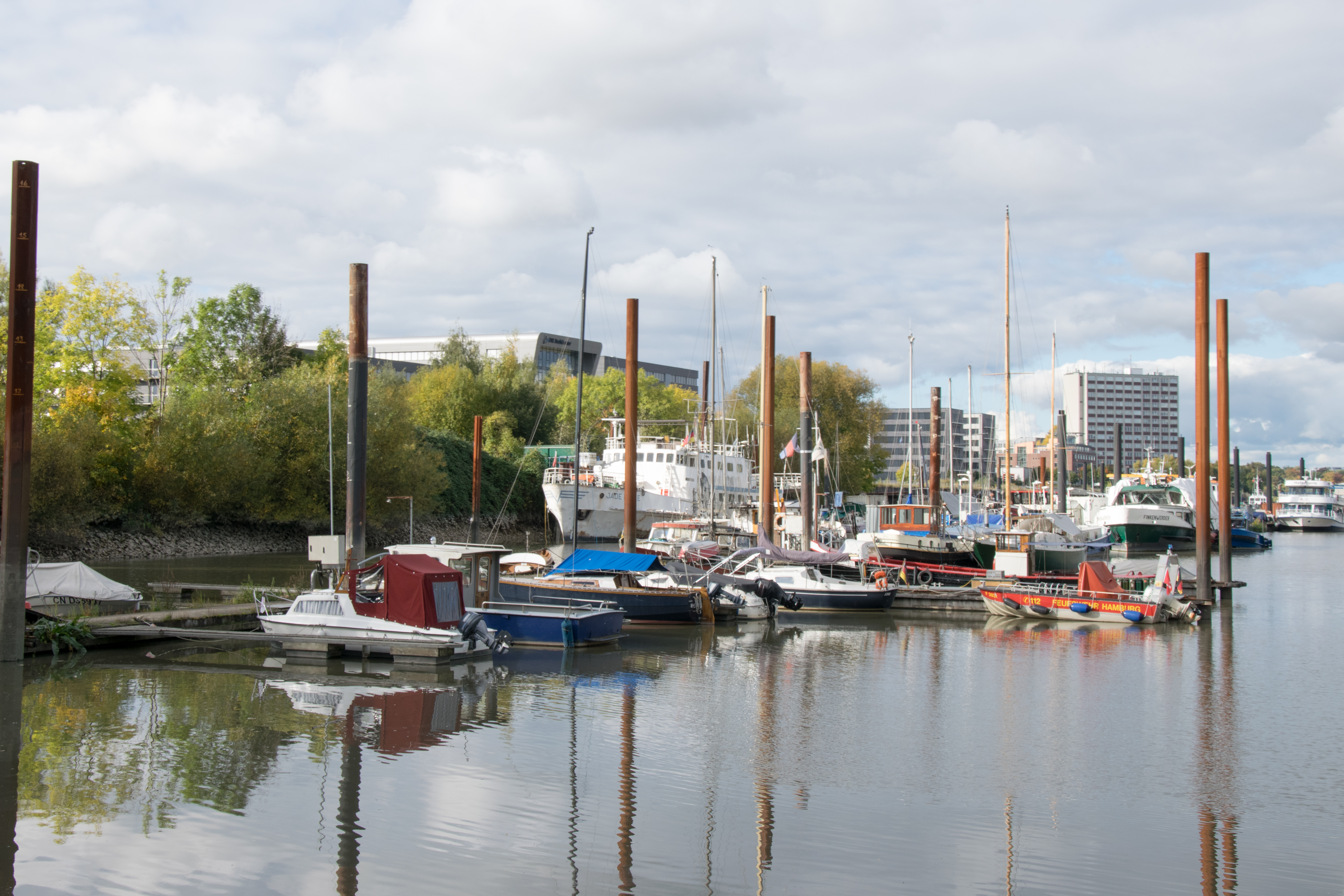
Steendiekkanal

Vom Rüschpark aus blickt man auf das von kirsch+bremer artandarchitecture gestaltete Denkmal der Ruine des U-Boot-Bunkers Fink II.

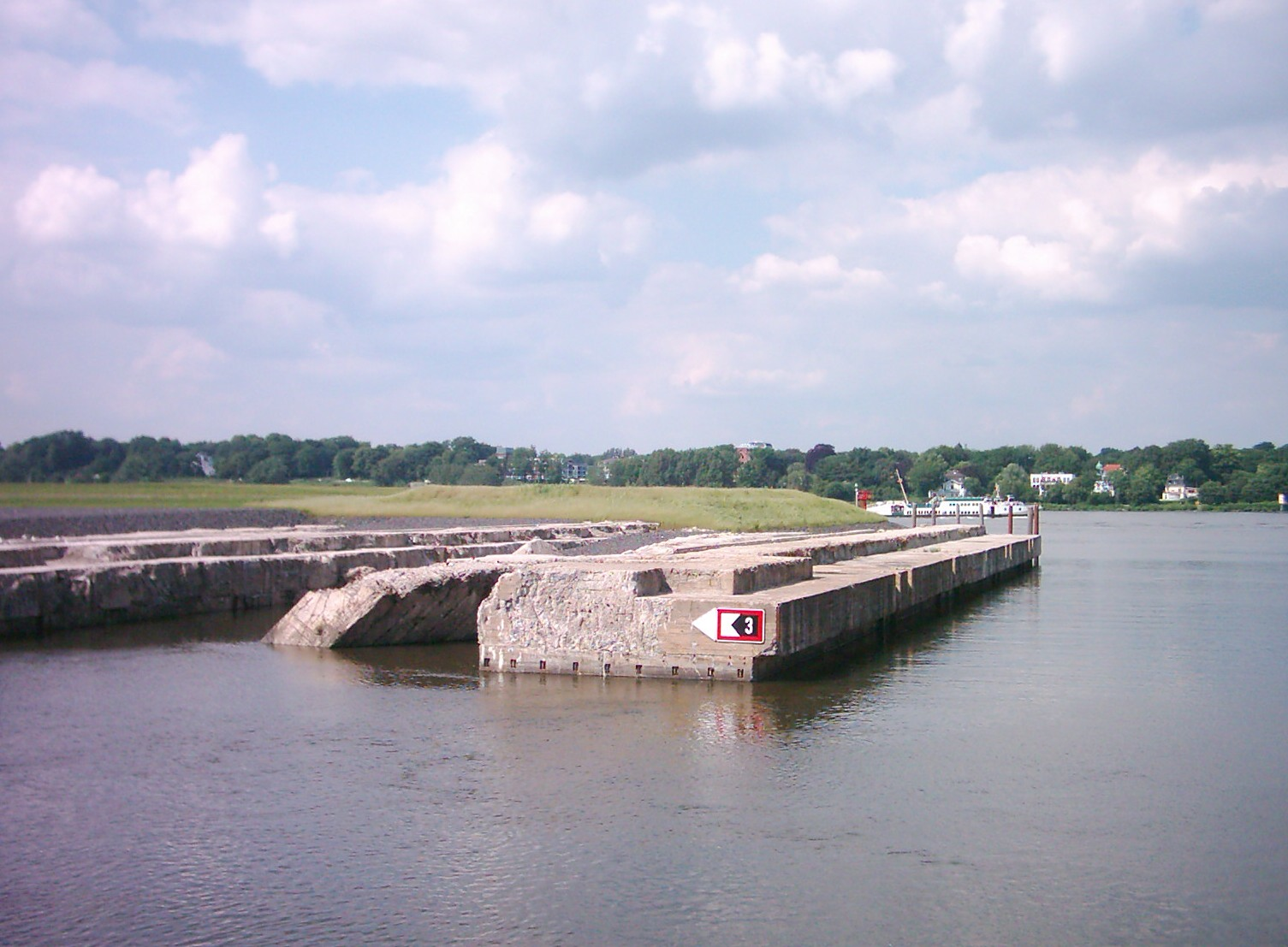
Das Denkmal Bunkerruine Fink II bei Hochwasser

Direkt an der Dampferbrücke, dem Finkenwerder Anleger der HADAG-Fähren Linie 62 und Linie 64, liegt das ehemalige Ortsamt Finkenwerder.
Das Gebäude im Stil der „Hamburgischen Backsteinbauten“ wurde 1912/13 für die Deutsche Seefahrtschule gebaut und von 1919 bis 1944 von der Deutschen Werft als Seemannsschule genutzt. Die Hamburger Seemannsschule zog 1913 von Hamburg-Waltershof nach Finkenwerder. Hier wurden 13- bis 17-jährige angehende Seeleute in sechsmonatiger Ausbildung zum Mannschaftsdienstgrad ausgebildet. Der Schulbetrieb ruhte zeitweise während des Ersten Weltkriegs und zwischen 1920 und 1922. Im Jahr 1944 wurde die Seemannsschule wegen der Luftangriffe auf Hamburg nach Wismar verlegt.
Von 1944 bis 2007 fungierte das Gebäude als Ortsamt mit verschiedenen Abteilungen der Kommunalverwaltung.
2008 wurde das Gebäude – äußerlich unverändert – innen behutsam renoviert und beherbergt seit Anfang 2009 die Hamburger Niederlassung einer IT-Beratungsfirma.

### Parks
Während der Gorch-Fock-Park auf der Landzunge zwischen Steendiekkanal und Köhlfleet bereits in Fritz Schumachers Bebauungsplan vorgesehen war, gibt es seit 1996 am nördlichen Ende des Rüschkanals den Rüschpark, der auf ehemaligem Werftgelände angelegt wurde. Ein 1995 errichtetes Mahnmal erinnert hier an die KZ-Häftlinge, die im KZ-Außenlager auf dem Gelände der Deutschen Werft für die härtesten Arbeiten eingesetzt wurden. Im Südwesten des Stadtteils gibt es zwei Naturschutzgebiete (Finkenwerder Süderelbe und Westerweiden).

### Sport
Der Turn- und Sportverein Finkenwerder von 1893 e. V. und der Sport Club Finkenwerder von 1927 e. V. als ehemaliger Arbeitersportverein bieten vielen Sportbegeisterten eine sinnvolle Freizeitbeschäftigung. Neben den üblichen populären Einzel- und Mannschaftssportarten bietet der TuS auch eine Segel-, eine Ju-Jutsu- und eine Boxsparte sowie einen Spielmannszug an.
Schachfreunde kommen in Finkenwerder beim SK Finkenwerder von 1938 zum Zuge.

### Veranstaltungen
Alle zwei Jahre Anfang September lädt die Elbinsel Finkenwerder zur Deichpartie ein. Werkstätten, Künstlerateliers, Obsthöfe, der Kutterhafen und zahlreiche denkmalgeschützte Gebäude öffnen ihre Pforten. Besucher erleben Führungen.

## Persönlichkeiten
- Johann Wilhelm Adolf Hansemann (1784–1862), Geistlicher und Entomologe
- David Hansemann (1790–1864), preußischer Unternehmer, Politiker und Bankier, wurde auf Finkenwerder geboren.
- Friedrich Wilhelm Bodemann (1809–1889), Pastor, Autor und Heimatschriftsteller. Er war Finkenwerder Pastor (St. Nikolai-Kirche) von 1858 bis 1883. Begründer Hamburgs erster Volksbibliothek  in der Aueschule Finkenwerder im Jahr 1868. Namensgeber des Finkenwerder Bodemann-Heim Altenpflegeheim und des Finkenwerder Bodemannweg.
- Johann Wilhelm Kinau (1880–1916), genannt „Gorch Fock“. Finkenwärder ist Geburtsort des Heimatdichters, dessen bekanntestes Werk Seefahrt ist not! weite Verbreitung fand. Er fiel am 31. Mai 1916 an Bord des kleinen Kreuzers Wiesbaden während der Skagerrak-Schlacht. Seine Grabstätte befindet sich auf der schwedischen Schäreninsel Steensholmen im Kattegat. Das Segelschulschiff der Bundesmarine trägt den Namen des Dichters.
- Hinrich Wriede (1882–1958), Schriftsteller, wurde auf Finkenwerder geboren.
- Jakob Kinau (1884–1965), Bruder von Johann Wilhelm Kinau, machte sich als Autor des zeitkritischen und auf Finkenwerder handelnden Romans Leegerwall einen Namen.
- Rudolf Kinau (1887–1975), ein weiterer Kinau-Bruder, wurde mit seinem umfangreichen Werk zu einem der bekanntesten Autoren plattdeutscher Mundart seiner Zeit. Nach dem Besuch der Volksschule war er einige Jahre in der Elbfischerei tätig. Es folgte eine Ausbildung an der Seemannsschule und eine einjährige Dienstzeit bei der Marine. Im Anschluss daran nahm er aufgrund der schlechten Wirtschaftslage in der Seeschifffahrt eine Stellung in der Hamburger Fischhalle an. Seine erste Geschichte schrieb er 1916, es war ein Nachruf auf seinen Bruder Gorch Fock. Weitere Geschichten folgten und wurden in Buchform veröffentlicht. Auch im Rundfunk war er ständiger Gast, so zum Beispiel in den Sendereihen Fief Minuten gooden Wind, Sünnschien up 'n Weg und Hör mal ’n beten to. Bis zu seinem Tode sind 33 Bücher sowie zahlreiche Hörspiele und Theaterstücke von ihm erschienen.
- Eduard Bargheer (1901–1979), Maler, war gebürtiger Finkenwerder.
- Anna Andersch-Marcus (1914–2005), Glasmalerin, wohnte von 1939 bis 1968 in Finkenwerder. Sie war verheiratet mit Carl-Adolf Kinau, dem Sohn von Johann Wilhelm Kienau.
- Eugen Wagner (1942–2025), langjähriger Hamburger Bausenator (SPD), wurde auf Finkenwerder geboren.
- Jan-Hinrich Fock (* 1946), langjähriger Kommunalpolitiker (SPD) und Mitglied der Hamburgischen Bürgerschaft von 2011 bis 2015, ist auf Finkenwerder geboren.
- Klaus Fock (* 1947), Profifußballer (Hamburger SV 1968–1970, Barmbek-Uhlenhorst 1970–1972 und 1974/75) ist auf Finkenwerder geboren.
- Reinhard Goltz (* 1953),  Autor, Herausgeber des Preußischen Wörterbuches, Geschäftsführer des Instituts für niederdeutsche Sprache und Sprecher des Bundesrates für Niederdeutsch, ist auf Finkenwerder geboren.
- Ralf Neubauer (* 1982), Rechtsanwalt, langjähriger Kommunalpolitiker (SPD) und Bezirksamtsleiter Hamburg-Mitte.

### Einführende Literatur
- Harald Schloz: Finkenwerder – vom „Fischeridyll“ zum „Industriestandort“, Strukturwandlungen in einer großstadtnahen Gemeinde im ausgehenden 19. und beginnenden 20. Jahrhundert und deren Widerhall in der fiktionalen Literatur. Dissertation am Institut für Volkskunde (Fachbereich Kulturgeschichte und Kulturkunde) der Universität Hamburg, Hamburg 1996, ISBN 3-86064-407-6.
- Kurt Wagner: Vom Fink Zum Airbus – Die Geschichte der Elbinsel Finkenwerder. Erfurt 2006, ISBN 3-89702-999-5.

### Weiterführende Literatur
- Friedrich Wilhelm Bodemann (Pastor zu Finkenwerder): Denkwürdigkeiten der Elbinsel Finkenwerder, sowie der benachbarten Eilande und Ortschaften, mit einer Karte der Elbgegend bei Hamburg. R. Dankwerts, Harburg 1860, Perthes-Besser-Maucke und Heroldsche Buchhandlung, Hamburg, (Digitalisat) (auch als Nachdruck: Hamburg 1986, ISBN 3-87118-674-0)
- Heinrich W. C. Hübbe: Beiträge zur Geschichte der Stadt Hamburg und ihrer Umgegend. Hamburg 1897, OCLC 250479841.
- Theodor Benecke: Geschichtliche Nachrichten über Moorburg, Finkenwärder, Altenwerder, Lauenbruch, Ochsenwerder und das Alte Land. Hamburg 1919, OCLC 0252294547.
- Walter Scheidt, Hinrich Wriede: Die Elbinsel Finkenwärder. München 1927, DNB 362587051.
- Walter Scheidt: Bevölkerungsbiologie der Elbinsel Finkenwärder. Verlag Gustav Fischer, Jena 1932.
- Ernst Finder: Die Elbinsel Finkenwärder – Ein Beitrag zur Geschichte, Landes- und Volkskunde Niedersachsens. (Band XIII der Veröffentlichungen des Vereins für Hamburgische Geschichte) Hans Christians Verlag, Hamburg 1940, DNB 579813096.
- Hans Förster: Schönes Finkenwerder in Wort und Bild. Hamburg 1959.
- Ewald Goltz: Finkwarder. Hamburg 1985, ISBN 3-87118-624-4.
- Kurt Wagner, Rudolf Meier, Hinrich Stroh: Finkenwerder – Auf den Spuren der Vergangenheit. Hamburg 1986, ISBN 3-920384-30-X.
- Michael Ebert, Christian Hanke: Finkenwerder – geteilte Elbinsel im Wandel. Hamburg 1995, ISBN 3-929229-30-7.
- Adi Albershardt: Als Finkenwerder noch Insel war. Hamburg 1981, ISBN 3-7672-0735-4.
- Adi Albershardt: An’n Elwdiek – Vom Leben der Menschen an der Niederelbe. Hamburg 1985, ISBN 3-7672-0853-9.
- Jobst Broelmann, Timm Weski: Ewer Maria – Seefischerei unter Segeln. München 1992, ISBN 3-924896-33-X.
- Heinz Linde, Willi Luther, Willy Mohr: Seefischerei – Die Männer und Kutter von Finkenwerder. München 1997, ISBN 3-924896-37-2.
- Wilhelm Chr. Karl Stammer: HF – Die Finkenwärder Fischereiflotte. Hamburg 1999, ISBN 3-8311-2927-4. (2. erw. Auflage. 2002)
- Reinhard Goltz: Die Sprache der Finkenwerder Fischer. Herford 1984, ISBN 3-7822-0342-9.
- Paul Paulsen: Die Hochseesegelfischerei von Finkenwärder und Blankenese. Inaugural-Dissertation verfasst und der hohen rechts- und staatswissenschaftlichen Fakultät der Kgl. Bayer. Julius-Maximilians-Universität Würzburg zur Erlangung der rechts- und staatswissenschaftlichen Doktorwürde vorgelegt von Paul Paulsen aus Pinneberg. Pinneberg 1911.
- Gesinus Gerhardus Kloeke: Der Vokalismus der Mundart von Finkenwerder bei Hamburg. Inaugural-Dissertation zur Erlangung der Doktorwürde der hohen philosophischen Fakultät der Universität Leipzig vorgelegt von Gesinus Kloeke aus Schagen in Nord-Holland. Hamburg 1914.
- Kurt Wagner: Hamburg-Finkenwerder – Die Elbinsel im Wandel der Zeit. Erfurt 2003, ISBN 3-89702-622-8.
- Gertrud Homann: 1888–1988 – Zum 100-jährigen Jubiläum der Homannschen Arztpraxis auf der Elbinsel Hbg-Finkenwärder. Selbstverlag, 1988.
- Albert Hotopp: Fischkutter H.F. 13. Roman um eine Finkenwerder Fischerfrau zu Beginn des 20. Jhdts. Berlin 1930. (Nachdruck: Hamburg 1986, ISBN 3-7672-0975-6)
- Walter König, Magdalena König, Rudolf Meier, Bertha Brockmann: Der Reformator Urbanus Rhegius – Chronik einer Familie zwischen Langenargen und Finkenwerder. Langenargen 2006, ISBN 3-00-019682-X.
- Kurt Wagner: Deutsche Werft – 50 Jahre Handelsschiffbau in der Weltspitze. Hamburg 2008, ISBN 978-3-89757-412-0.
- Ralph Busch: „Es geht wieder aufwärts mit Finkenwärder im Dritten Reich“, Tiedenkieker, Hamburger Geschichtsblätter Nr. 10, 2019  des Verein für Hamburgische Geschichte, S. 27–44.

## Videolinks
- die nordstory - Finkenwerder